# Vizio
VIZIO Inc. es una compañía privada que diseña y fabrica televisores, barras de sonido, altavoces y productos de SmartCast y Tablet Remote. Ofrece productos a través de minoristas y en línea. VIZIO Inc. se conocía anteriormente como V Inc. y cambió su nombre a VIZIO Inc. en abril de 2007. La compañía fue fundada en 2002 y tiene su sede en Irvine, California, Estados Unidos.

## Historia
La compañía fue fundada en 2002 como V Inc. por William Wang (en chino, 王蔚; pinyin, Wáng Wèi: 王蔚
; pinyin: Wáng Wèi), Laynie Newsome, y Ken Lowe con $600,000 y tres empleados. En 2006 se estimaron ingresos alrededor de $700 millones, y en 2007 pasó a superar los $2 mil millones. Vizio es conocida por sus televisores de alta definición con precios agresivos contra los principales competidores.
El 19 de octubre de 2010, Vizio firma un contrato de cuatro años con el patrocinador de fútbol universitario anual Rose Bowl en Pasadena (California), comenzando con el Rose Bowl 2011 presentado por Vizio y terminando con el de Vizio BCS National Championship Game 2014. Cuando el contrato con Rose Bowl finaliza, Vizio firmó un contrato para patrocinar la Fiesta Bowl haciendo que el nombre oficial quede como Vizio Fiesta Bowl.
A partir de 2012, Vizio tiene más de 400 empleados. Alrededor de la mitad trabaja en su sede en Irvine (California), en ingeniería, diseño, ventas y operaciones, mientras que la otra mitad son empleados en un centro de llamadas en Dakota Dunes, Dakota del Sur.
Vizio también manufactura sus productos en México y China en el marco de acuerdos con los ODM ensambladores en esos países.
El 24 de julio de 2015, Vizio se presenta ante los reguladores de Estados Unidos para recaudar hasta $172.5 millones en una oferta pública inicial de acciones comunes Clase A. Bank of America Merrill Lynch, Deutsche Bank Securities y Citigroup están entre los suscriptores de la IPO, según relato de Vizio a la Comisión de Valores de EE. UU. en un prospecto preliminar. La presentación no revelaba la cantidad de acciones que la compañía planeaba vender o su precio esperado. Es cuando la compañía aplica a listar su acción común Clase A en el NASDAQ Global Select Market bajo el símbolo "VZIO."
El 10 de agosto de 2015, Vizio adquiere Cognitiva Media Networks, Inc., un líder en el mercado de proveedores de contenido automáticos de reconocimiento (ACR). La Red Cognitiva de negocios fue renombrado posteriormente como Inkscape Data Services.
El 31 de diciembre de 2014, Vizio adquiere Advanced Media Research Group, Inc., el padre de un sitio web de entretenimiento BuddyTV, con el fin de ampliar el contenido y las ofertas de servicios de Vizio Televisión inteligente de la plataforma.

## Productos

### Sets de televisión
Vizio produce principalmente sets de televisión. Vizio se convirtió en el más grande vendedor (por volumen) de TV LCD en América del Norte hasta el segundo trimestre de 2007, con 606,402 Televisores vendidos, un salto de76%  desde el trimestre anterior. Su cuota de mercado aumentó de 9.4% a 14.5%. En septiembre de 2008, Vizio comenzó a vender TV LCD a Costco en Japón. En febrero de 2009, Vizio anunció que iban a dejar de producir televisores de plasma y centrarse en pantalla LCD retroiluminada-led en su lugar. En el CES 2009, Vizio introdujo VF551XVT, una TV LCD de 55" a 240Hz retroiluminada por led.
Vizio dio a conocer una nueva gama de televisores incluyendo la línea Vizio M con pantallas de 65"; televisores 4k de 50", 58" y 71"; computadoras de escritorio dos-en-uno (de 24" y 27"); tres notebooks (uno de 14" y dos de 15"); y una tablet de 10" en el International Consumer Electronics Show de 2012.
Los sets de Vizio Smart TV que rastrean hábitos de los espectadores y compartirlos con los anunciantes, una práctica que las empresas de TV por cable tienen prohibido de hacer pero Vizio dice que es legal para los fabricantes de televisores.
Vizio también produce otros equipos de audio/vídeo como sistemas de Sonido Envolvente de Alta Definición, monitores LCD y accesorios HDTV. La compañía lanzó su primer reproductor de Disco Blu-ray en agosto de 2009. En 2011 Vizio amplió su cartera de dispositivos electrónicos a teléfonos móviles, con el nombre de Via Phone y tabletas, llamadas Via Tablet. Los nuevos teléfonos y tabletas se mostraron en 2011 en el Consumer Electronics Show.

### Tabletas
- VTAB1008: De 8.1" x 6,6" x 0,48 cm de espesor con resolución de 1024 x 768.[17]
- Vizio Tablet PC: de 11,6", 1080p, dual-core de AMD Z60 y Windows 8.[18]

### Ultrabook
En 2012 Vizio presentó su ultrabook Vizio CT14 de 14 pulgadas con la tercera generación de procesadores Intel Core i7 y 128 GB de SSD. En octubre de 2012 Vizio actualizó esta serie con el nuevo sistema operativo Windows 8. Este cambio también se aplica a la serie de portátiles Vizio.

### Teléfonos móviles
Vizio también introdujo varios nuevos teléfonos inteligentes Android full HD 1080p en los mercados Asiáticos, pero en particular de China. Las especificaciones de los dispositivos de alta gama son, HDVP800 con pantalla de 5 pulgadas Full con 2 GB de RAM, y una cámara de 8MP. La más orientada al presupuesto es VP600 cuenta con un procesador dual-core, 4.7 pulgadas de pantalla HD de 720p, y sistema operativo Android Jelly Bean. Vizio anunció estos desarrollos en un comunicado de prensa; sin embargo, los últimos comunicados de prensa muestran que este no fue el primer producto Vizio en el sector de la telefonía móvil.

### Google TV
La compañía introdujo la "VIZIO Co-Star" un reproductor de medios digitales Google TV, en 2012.

### Barras de sonido
Una soundbar Vizio (modelo: S3821w) fue recomendado por Consumer Reports como "Best Buy" (basado en una combinación de calidad y precio) en comparación de las barras de sonido de la competencia con fecha de enero de 2014.